# Schelto van Heemstra (1842-1911)
Schelto baron van Heemstra (Irnsum, 30 september 1842 - Leiden, 20 december 1911) was een Nederlands politicus.
Van Heemstra was een in Friesland geboren ARP-Tweede Kamerlid. Hij maakte carrière in het gemeentebestuur, onder meer als burgemeester van Hillegom en later van Sassenheim. Hij was een deskundige op het gebied van de psychiatrie, een onderwerp waarover hij ook in de Kamer vaak het woord voerde. Zijn vader Frans Julius Johan van Heemstra was eveneens Kamerlid, zijn zoon Schelto was commissaris van de Koningin.
Van Heemstra is ook gemeentesecretaris van Loenersloot en Ruwiel geweest, was eveneens gemeenteraadslid en wethouder van Sassenheim en heeft ook in de Provinciale Staten van Zuid-Holland gezeten.
Van Heemstra behoorde oorspronkelijk tot de Nederlandse Hervormde Kerk, maar ging in 1886 met de Doleantie mee, die in 1892 resulteerde in de oprichting van de Gereformeerde Kerken in Nederland.

## Onderscheiding
- Ridder in de Orde van de Nederlandse Leeuw (31 augustus 1905)